# Kids TV
Kids TV (dawniej: MNC Kids) – indonezyjska stacja telewizyjna adresowana do dzieci. Należy do przedsiębiorstwa Media Nusantara Citra (MNC). Została uruchomiona w 2013 roku jako MNC Kids.